# Олешки (село)
Олешки́ либо Алешки́ (укр. Олешки) — село, Песочинский поселковый совет, Харьковский район, Харьковская область, Украина.
Код КОАТУУ — 6325157902. Население по переписи 2001 года составляло 165 (77/88 м/ж) человек.

## Географическое положение
Село примыкает к пгт Песочин, в 2,5 км проходит граница города Харьков.
По селу протекает пересыхающий ручей с запрудами, который через 4 км впадает в реку Уды.

## История
- Хутор Алешки был основан в 18 веке казаком Алешко́[1].
- В 1922 году в Песочине была основана сельскохозяйственная артель «Червоний незаможник» («Красный бедняк»), которая в 1924 году стала колхозом с 839 га земли; главная усадьба колхоза располагалась на территории нынешней Песочинской больницы и поликлиники в бывших садах купца Павла Рыжова.[5] Территориально колхоз располагался в районах Рыжов-Минутка-Саввина гора-Ледно́е-до Олешков. От Олешков до Березовки на возвышенности были расположены его сады.[5]
- В 1923 году на базе сельхозартели «Заря» в Песочине была создана ремонтная бригада. В 1927 году её перевели в Олешки, ближе к полям.[6]
- 10 июля 1927 года в Олешках была создана машинно-тракторная станция (МТС) на базе рембригады — как в месте, максимально приближенном к пахотным землям.[6] Расположена МТС была в 50 метрах от здания правления будущего колхоза.[6]
- 1930(?) — дата создания колхоза.
- В 1940 году на хуторе Олешки было восемь дворов.[2]

## Экономика
- Кардиологический санаторий «Роща».